# Mihályháza
Mihályháza je vesnice v Maďarsku v župě Veszprém, spadající pod okres Pápa. Nachází se asi 9 km západně od Pápy a 19 km severovýchodně od Celldömölku. V roce 2015 zde žilo 763 obyvatel, z nichž 92,9 % tvoří Maďaři.
Kromě hlavní části k Mihályháze připadá i malá část Kistimapuszta.
Mihályháza leží na silnici 84114. Je přímo silničně spojena s obcemi Békás, Mezőlak, Nemesszalók, Nyárád, Pápadereske a přes malou část Borsosgyőr s městem Pápa. Poblíže Mihályházy se vlévá potok Kis-mosó do potoka Bittva, který se vlévá do řeky Marcal.
V Mihályháze se nachází katolický kostel Archanděla Michaela a reformovaný kostel. Nachází se zde též hřbitov, ubytování, obchod a hospoda.